# Ribellione del principe Hoshikawa
La ribellione del principe Hoshikawa fu una potente lotta per il trono giapponese seguita alla morte dell'imperatore Yūryaku nel 479. Il figlio secondogenito dell'imperatore, incoraggiato da sua madre, tentò di privarlo dell'autorità occupandone il tesoro, ma venne ben presto circondato dalle truppe e dagli ufficiali di corte, e bruciato insieme ai membri della sua famiglia ed agli altri suoi sostenitori. Il terzogenito, che Yūryaku aveva designato come principe ereditario, assunse il trono come imperatore Seinei nel 480. Questo incidente è narrato nel Nihongi.

## La ribellione
Un anno prima della sua morte, l'imperatore Yūryaku nominò il suo terzogenito, il principe Shiraka, quale suo successore, che per i suoi capelli bianchi aveva preso il suo nome (shiraka = capelli bianchi). Il principe della corona era figlio di una delle concubine dell'imperatore, Katsuragi no Karahime (葛城韓媛), che apparteneva al ramo Katsuragi dell'influente clan Takenouchi. Poco dopo la morte dell'imperatore, il 7º giorno dell'8º mese del 479, e prima della sua sepoltura il 9º giorno del 10º mese del 480, un'altra delle sue consorti, Kibi no Wakahime (吉備稚媛) convinse il figlio minore (più grande del principe Shiraka), il principe Hoshikawa, ad avanzare delle pretese al trono. Wakahime era stata moglie dell'alto ufficiale Tasa, omi di Kibi, ma era stata catturata in un complotto da Yūryaku nel 463, dando iniziò alla ribellione del clan Kibi.

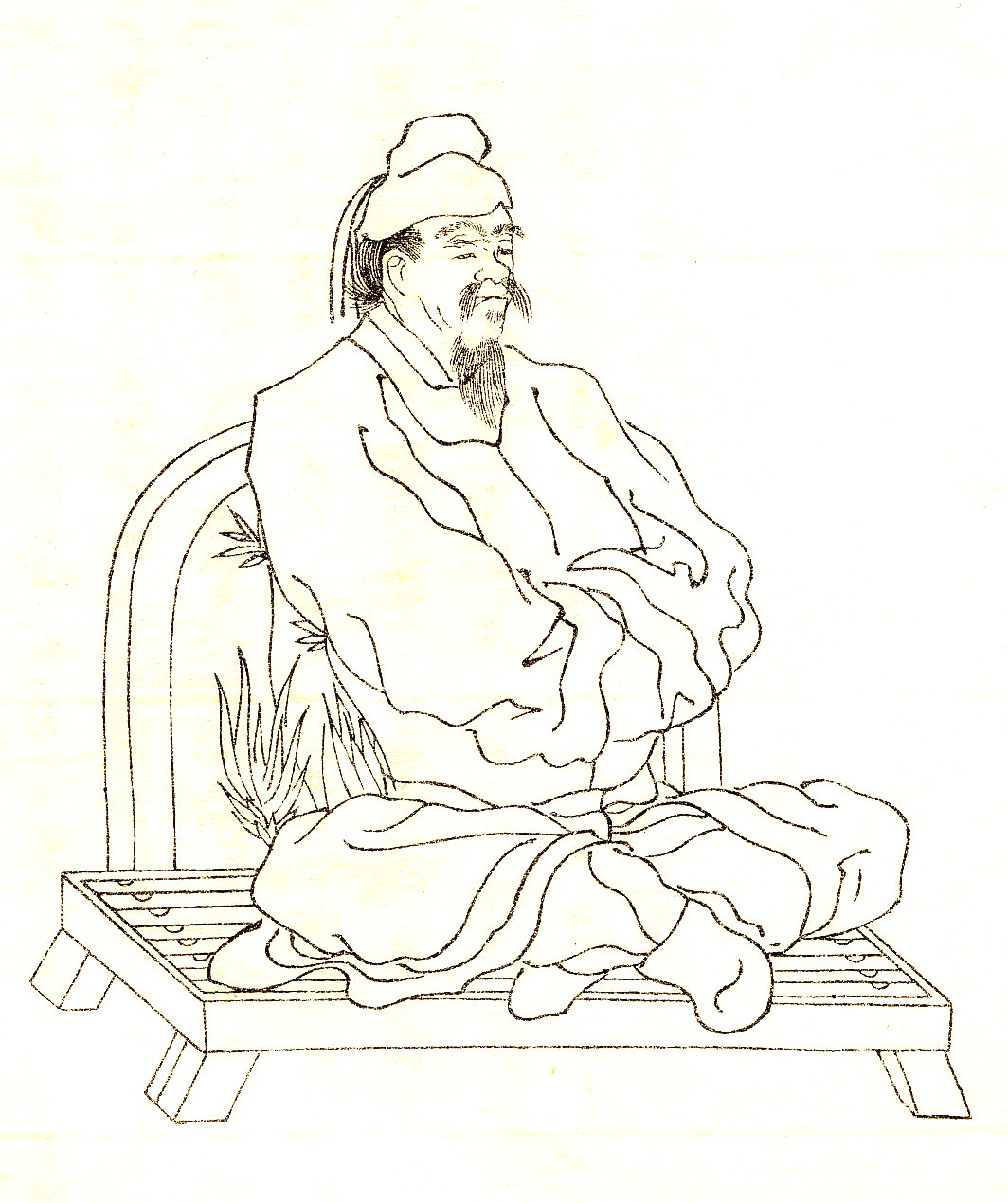
Ōtomo no Muroya, che domò la ribellione

Il fratello maggiore di Hoshikawa, il principe Iwaki, tentò di interferire nella faccenda, ma invano: seguendo i consigli di sua madre, Hoshikawa sequestrò il tesoro imperiale ed assieme a Wakahime, suo fratellastro il principe Iwaki ed altri, si chiusero nella tesoreria. Il tesoro, che nell'architettura era simile ad un granaio, venne assediato dagli ufficiali di corte e dalle loro truppe e venne dato alle fiamme con all'interno tutti coloro che vi si erano rifugiati ad eccezioni di quegli ufficiali minori che decisero di arrendersi e che, in segno di gratitudine, offrirono in tutto 25 acri di terra al comandante dell'esercito trionfante di Ōmuraji, Ōtomo no Muroya.
I pretendenti al trono potevano così improvvisamente dirsi estinti, bruciati nel rogo. Lo studioso Ebersole ha evidenziato come la morte del principe Hoshikawa sia rimasta ad ogni modo oscura nei suoi dettagli e che la morte nell'incendio sia stata utilizzata dai compilatori del Nihongi come metafora legata all'invalidità della sua pretesa al trono. Dopo la ribellione, il principe della corona da poco nominato, Shiraka, assunse il trono come imperatore Seinei nel 480.